# Jaime Almera Comas
Jaime Almera Comas (Vilasar de Mar, Barcelona; 5 de mayo de 1845-Barcelona; 15 de febrero de 1919) fue un teólogo, geólogo y paleontólogo español fundador del Museo Geológico del Seminario de Barcelona. Actualmente también referido como Jaume Almera i Comas.

## Biografía
Nació en Vilasar de Mar el 5 de mayo de 1845. Simultaneó estudios eclesiásticos y universitarios. Se matriculó en la Facultad de Ciencias Exactas, Físicas y Naturales de la Universidad de Barcelona obteniendo los títulos de bachiller en ciencias el mayo de 1869, de licenciado en físicas en febrero de 1871, de licenciado de la sección de CC. Naturales en mayo de 1871 y de doctor de la sección de naturales en junio de 1874.
En 1872 finalizó los estudios eclesiásticos en Barcelona y el 1876 se licenció en Teología en el Seminario Central de Valencia. El 1885 fue nombrado canónigo de la sede episcopal de Barcelona y diácono de la catedral en el año 1912.
Fue miembro de la Real Academia de Ciencias y Artes de Barcelona desde 1879, que presidió entre 1906 y 1908. En 1874 fundó el Museo de Geognosia y de Paleontología, que posteriormente pasó a denominarse Museo Geológico del Seminario, sito en el edificio del Seminario Conciliar de la calle de la Diputación de Barcelona.
Sus investigaciones se centraron en las faunas fósiles de invertebrados como herramienta para la datación de los terrenos y la confección de mapas geológicos. Fruto de sus investigaciones pudo confeccionar el mapa geológico de la provincia de Barcelona, a escala 1/100.000, publicada el año 1887. Posteriormente, de este mapa se publicaron varias hojas a escala 1/40.000.
En 1965, el Consejo Superior de Investigaciones Científicas (CSIC) creó en Barcelona un centro de investigación geológica con su nombre: Instituto de Ciencias de la Tierra Jaume Almera.
Tuvo amistad con Jacinto Verdaguer, quien plasmó una fuerte influencia de la geología en su obra poética (por ejemplo, en La Atlántida).
Murió en Barcelona el 15 de febrero de 1919.

## Honores

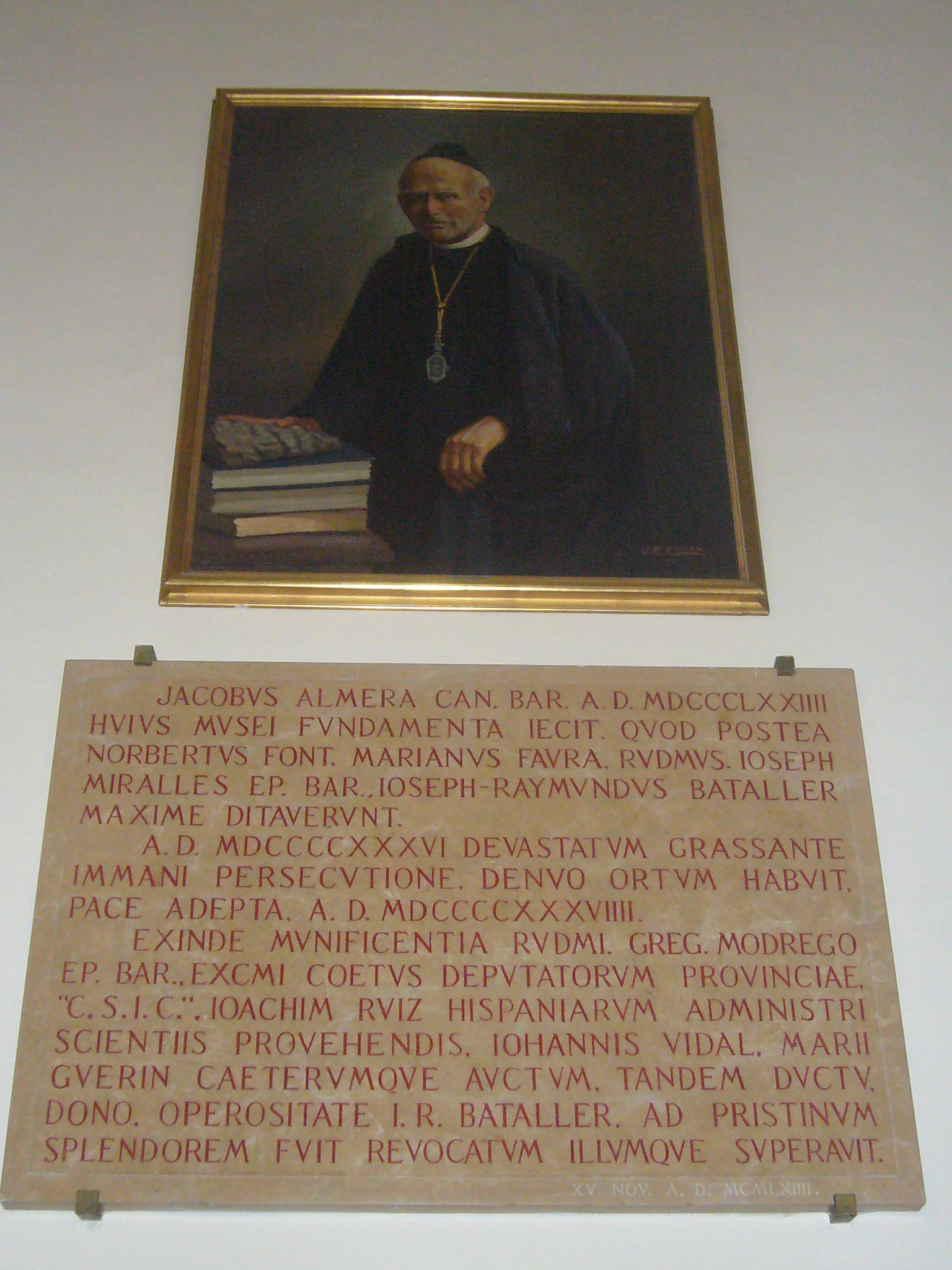
Retrato y placa en el Museo Geológico del Seminario de Barcelona

- 1885 título de canónigo de la Catedral de Barcelona.
- 1890 socio honorario de la Société d'Études des Sciences Naturales de Besiers.
- 1895 título de académico de la Academia Pontificia de Roma.
- 1902 socio honorario de la Sociedad Aragonesa de Ciencias Naturales.
- 1912 Alfonso XIII le nombra decano del Capítulo de la Sede de Barcelona.
- 1916 vocal honorario de la Junta de Ciencias Naturales.
- 1922 El Ayuntamiento de Vilasar de Mar le dedica una calle.
- 1965 El Consejo Superior de Investigaciones Científicas crea en Barcelona un centro de investigación geológica que lleva su nombre: Instituto de Ciencias de la Tierra Jaume Almera.
- 1976 Se da su nombre al instituto de enseñanza secundaria de Vilasar de Dalt.
- 1977 La asociación "Amics de Vilassar" le erige un monumento en la calle del Carme de Vilasar de Mar.

## Publicaciones
- Cosmogonía y geología (1878)
- Descripción geológica y génesis de la Plana de Vich (1906)
- Memoria sobre los depósitos pliocénicos de la cuenca del Bajo Llobregat (1894-95)
- Nota sobre la presencia del pliocénico superior en San Juan de Vilasar (1895)
- Excursión geológica dirigida a estudiar las relaciones del grupo de Montgat con el de Vallcarca (1902)
- Una playa de terreno cuaternario antiguo en San Juan de Vilasar